# Zeta d'Àries
Zeta d'Àries (ζ Arietis) és una estrella de la constel·lació d'Àries. És una nana de la seqüència principal de la magnitud aparent +4,87. Està aproximadament a 340 anys llum de la Terra.